# Hans Pernter

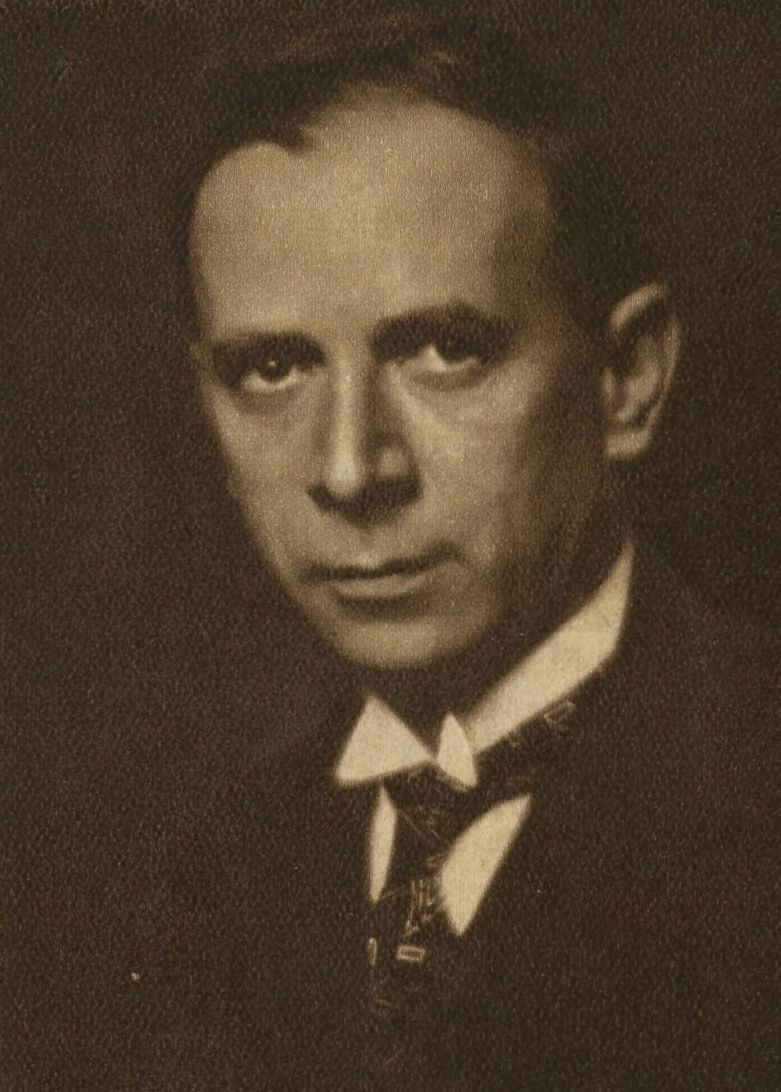
Hans Pernter, um 1934

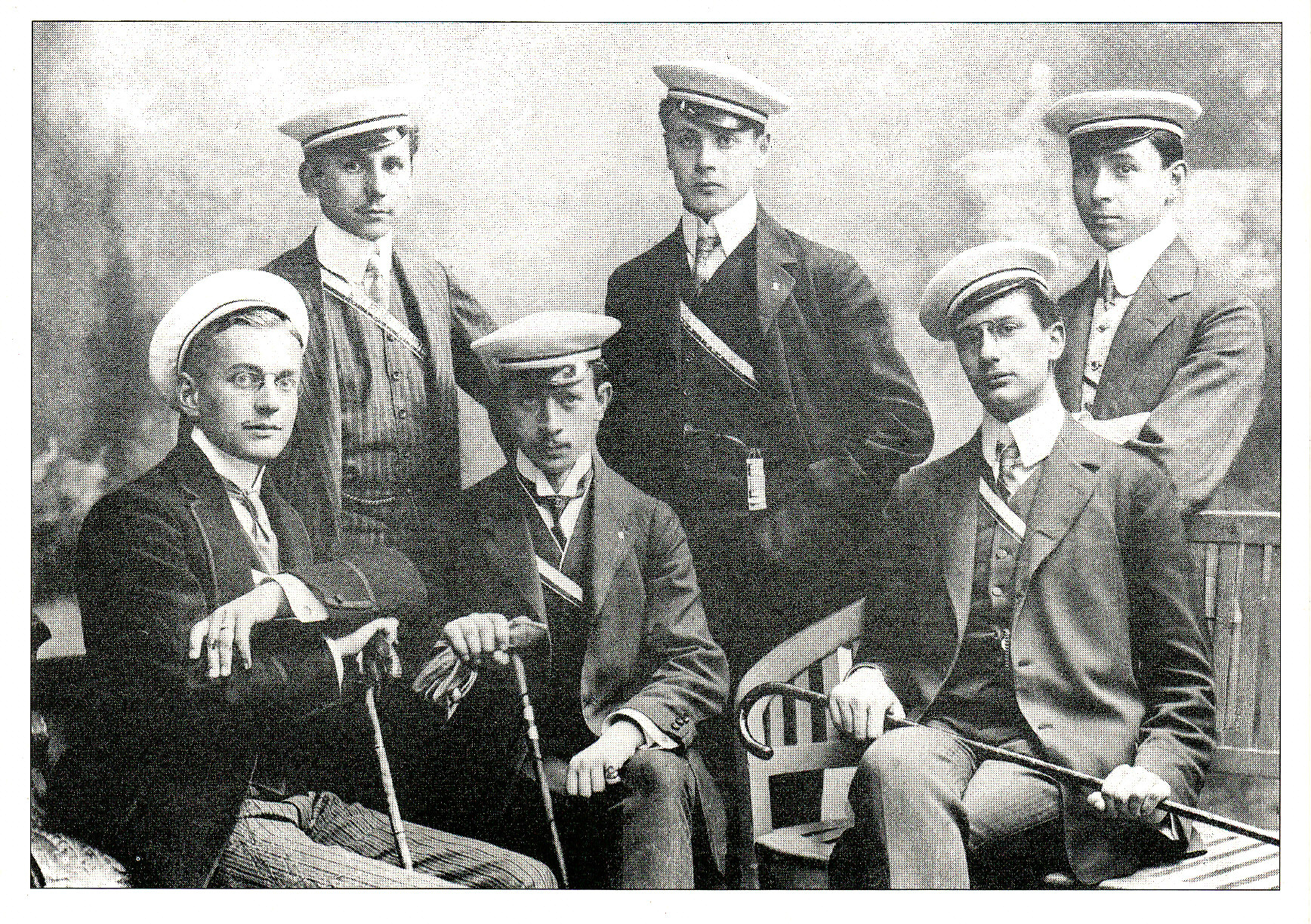
KaV Norica Wien Gründungsburschen (um 1909) v. l. n. r hinten: Franz Edlinger, Fritz Schatzmann, Josef Weinmeister. vorne: Rudolf Schober, Hans Pernter, Hugo Frh. v. Lederer

Hans Pernter (* 3. Oktober 1887 in Wien; † 25. Juli 1951 in Bad Ischl) war ein österreichischer Beamter, Politiker und Unterrichtsminister. 

## Leben
Hans Pernter war Sohn des Universitätsprofessors für Meteorologie Josef Maria Pernter. Nach dem Besuch des Döblinger Gymnasiums studierte Hans Pernter Physik und Geographie an der Universität Wien, wo er 1911 promoviert wurde. Er war zunächst als Hochschulassistent tätig. Im Ersten Weltkrieg diente er als 1914 bis 1918 im Felddienst der Luftfahrttruppe.
Von 1920 bis 1922 arbeitete Pernter im Handelsministerium. Ab 1922 war er Sekretär des Unterrichtsministers. 1925 wurde er zum Ministerialrat ernannt, 1932 zum Sektionschef. Von 1932 bis 1934 leitete er die Kunstsektion und die Bundestheater.
Von 29. Juli 1934 bis 14. Mai 1936 war er Staatssekretär im Bundesministerium für Unterricht, von 14. Mai 1936 bis 11. März 1938 Bundesminister für Unterricht. Als Staatssekretär unterzeichnete Pernter ein mit Benito Mussolini am 2. Februar 1935 im Palazzo Venezia in Rom geschlossenes österreichisch-italienisches Kulturabkommen.
Im April 1936 wurde Pernter im Rahmen der Umgestaltung der paramilitärischen Ostmärkischen Sturmscharen in eine kulturpolitische Organisation deren stellvertretender Reichsführer. Im Juli 1936 wurde er in den Führerrat der Vaterländischen Front berufen.
Nach dem „Anschluss“ Österreichs wurde Pernter am 24. Mai 1938 in das KZ Dachau verschleppt und später vorübergehend in das KZ Flossenbürg verlegt. Im Oktober 1940 entlassen, hatte er Kontakt zu Kreisen des österreichischen Widerstands gegen den Nationalsozialismus. Nach dem missglückten Attentat vom 20. Juli 1944 wurde er von der Gestapo verhaftet und ins KZ Mauthausen gebracht. Im Jänner 1945 wurde er nach Wien verlegt, um vom Volksgerichtshof abgeurteilt zu werden. Am 6. April 1945, kurz vor der Befreiung Wiens durch die Rote Armee, wurde er überraschend entlassen.
Am 17. April 1945 war Pernter einer der Mitbegründer der ÖVP im Wiener Schottenstift, deren geschäftsführender Parteiobmann er wurde. Nach dem Krieg übernahm er wieder die Kunstsektion im Unterrichtsministerium als Sektionschef.
Von 1945 bis 1949 war er Abgeordneter zum österreichischen Nationalrat.
Er war seit 1905 Mitglied der KaV Norica Wien im ÖCV und 1908 Stifter der KaV Marco-Danubia Wien sowie Mitglied der KHV Welfia Klosterneuburg, KÖHV Amelungia Wien, AV Austria Innsbruck, KÖHV Sängerschaft Waltharia Wien, KÖStV Austria Wien und KÖStV Kürnberg Wien.
Er wurde am Heiligenstädter Friedhof in Wien bestattet.

## Privates
Hans Perner heiratet am 2. Juni 1914 Isabella Ebenhoch, eine Tochter von Alfred Ebenhoch. Aus der Ehe gingen drei Kinder hervor.

## Ehrungen
- 1928: Großes silbernes Ehrenzeichen für Verdienste um die Republik Österreich[7]
- 1934: Großes goldenes Ehrenzeichen für Verdienste um die Republik Österreich[8]
- 1935: Großkreuz der Krone von Italien[9]
- 1935: Österreichisches Verdienstkreuz für Kunst und Wissenschaft I. Klasse[10]
- 1937: Großkreuz des österreichischen Verdienstordens[11]
- 1937: Ehrenmitglied der Akademie der bildenden Künste Wien[12]
- 1946: Nicolai-Medaille der Wiener Philharmoniker[13]